# HomeKonvent Gent
Het HomeKonvent Gent (HK) is de overkoepelende vereniging van de studentenverenigingen (homeraden) van de verschillende studentenhomes van de Universiteit Gent. Het HK is een van de 7 konventen van de Universiteit Gent en werd in 1971 opgericht.
De organisatie fungeert als normale studentenvereniging, bovenop haar functie als overlegplatform tussen de verschillende homes en de afdeling huisvesting. Momenteel omvat het HomeKonvent 8 homeraden waarvan de leden automatisch lid zijn van het konvent. De 8 verschillende homeraden zijn Home Astrid, Home Bertha de Vriese, Home Boudewijn, Home Fabiola, Home Vermeylen met Home Heymans, Confabula, Savania en Home Mercator.
Een studentenhome is een gebouw van de universiteit/hogeschool dat voorziet in de huisvesting van studenten. Op dit moment heeft de Universiteit Gent 4 studentenhomes met gewone kamers, één home met studio's en één home met appartementen.